# Nicole Duclos
Nicole Duclos, geboren als Nicole Salavert (Périgueux, 15 augustus 1947), is een Frans voormalige atlete, die zich had gespecialiseerd in de 400 m. Ze was eind jaren zestig de grote concurrente van Colette Besson, vestigde samen met haar een wereldrecord in haar specialiteit, evenals op de 4 × 400 m estafette. In 1969 veroverde zij op de Europese kampioenschappen in Athene de titel op de 400 m en nam eenmaal deel aan de Olympische Spelen.

## Titels
- Europees kampioene 400 m – 1969
- Europees indoorkampioene estafette 1-2-3-4 ronden – 1970
- Frans kampioene 400 m – 1969, 1972
- Frans indoorkampioene 400 m – 1973

## Persoonlijke records
Outdoor
| Onderdeel | Prestatie             | Datum             | Plaats |
| --------- | --------------------- | ----------------- | ------ |
| 400 m     | 51,7 s (ex-WR; ex-NR) | 18 september 1969 | Athene |

Indoor
| Onderdeel | Prestatie | Datum        | Plaats   |
| --------- | --------- | ------------ | -------- |
| 400 m     | 54,83 s   | 9 maart 1974 | Göteborg |

## Palmares

### 400 m
- 1969:  Franse kamp. – 52,8 s
- 1969:  EK in Athene – 51,7 s (WR)
- 1972:  Franse kamp. – 52,3 s
- 1972: 6e in ½ fin. OS - 52,18 s
- 1973:  Franse indoorkamp. – 55,1 s

### 4 × 340 m
- 1973:  EK indoor - 3.11,20

### 4 × 360 m
- 1972:  EK indoor - 3.11,65

### 4 × 400 m
- 1969:  EK – 3.30,8
- 1972: 4e OS - 3.27,5

### medley estafette (1-2-3-4 ronden)
- 1970:  EK indoor in Wenen - 4.58,4

- World Athletics: 14362437